# Eczemothea pustulifera
Eczemothea pustulifera là một loài bọ cánh cứng trong họ Cerambycidae.